# Буславец, Ольга Анатольевна
Ольга Анатольевна Буславец (укр. Ольга Анатоліївна Буславець; род. 5 марта 1975, Макеевка, Донецкая область, УССР, СССР) — украинский политик, государственный деятель. Заслуженный энергетик Украины, кандидат технических наук. Министр энергетики Украины (16 апреля — 20 ноября 2020).

## Биография

### Образование
- Окончила энергетический факультет Донецкого государственного технического университета (1997), кафедру электроснабжения, по специальности «инженер-электрик».
- Кандидат технических наук[6]. В 2018 году защитила диссертацию на соискание научной степени кандидата технических наук в Национальном техническом университете «Харьковский политехнический институт». Соавтор многочисленных научных трудов по вопросам повышения эффективности работы по передаче и распределению электроэнергии.

### Трудовая деятельность
- С 2000 года начала работать в энергоснабжающей компании ПО «Донецкуголь» в должности инженер-экономист.
- 2003 – 2005 — бухгалтер, инженер 1-й категории ГП «Укрэнергоуголь».
- 2005 — перешла на работу в Министерство угольной промышленности Украины на должность главного специалиста Департамента электроэнергетики. С 2006 года — на руководящих должностях в этом департаменте.
- 2015 – 2017 — директор Департамента электроэнергетического комплекса Министерства энергетики и угольной промышленности.
- 2017 – 2020 — генеральный директор Директората энергетических рынков Министерства энергетики и угольной промышленности.
- С 16 апреля по 20 ноября 2020 - Министр энергетики Украины. На заседании Правительства Ольга Буславец назначена первым заместителем Министра, согласно распоряжению от 16 апреля 2020 г. № 429-р. Также распоряжением от 16.04.2020 г. № 430-р на Ольгу Буславец временно возложено выполнение обязанностей Министра энергетики и защиты окружающей среды Украины. Кабинет Министров Украины постановлением от 27 мая 2020 г. №425 «Некоторые вопросы оптимизации системы центральных органов исполнительной власти» переименовал Министерство энергетики и защиты окружающей среды Украины в Министерство энергетики Украины. Также указанным постановлением создано Министерство защиты окружающей среды и природных ресурсов Украины. 20 ноября Кабинет министров Украины на внеочередном заседании принял решение о признании утратившим силу распоряжения Кабинета министров от 3 июня 2020 года №604 ("О временном возложении исполнения обязанностей Министра энергетики на Буславец О.А.). 21 декабря 2020 года Ольга Буславец опубликовала заявление об уходе с должности первого заместителя Министра энергетики.

### Профессиональные достижения
- Является соавтором ряда законов и законодательных инициатив в сфере энергетики и энергетической безопасности, в том числе Закона Украины «О рынке электрической энергии», а также закона «О внесении изменений в некоторые законы Украины об обеспечении конкурентных условий производства эклектической энергии из альтернативных источников энергии». В активе Буславец – сопровождение в парламенте проекта Закона «О рынке электрической энергии», который был принят Верховной радой 13 апреля 2017 года. Данный закон стал основой для внедрения нового подхода на украинском энергетическом рынке.
- Входила в состав Координационного центра по обеспечению внедрения нового рынка электроэнергии, возглавляла рабочую группу при Министерстве энергетики и угольной промышленности по реализации положений Закона Украины «О рынке электрической энергии».
- Участвовала в создании Энергетической стратегии Украины до 2035 года, которая была утверждена в 2017 году.
- В 2016 - 2020 годах возглавляла «Украинско-Датский энергетический центр»[7] (проект международной технической помощи), который реализовывался в рамках Соглашения между Министерством энергетики и угольной промышленности Украины и Министерством иностранных дел Королевства Дании.
- За период руководства Министерством энергетики был решен ряд кризисных ситуаций и начата работа над стратегическими реформами энергетической отрасли. Стабилизирована работа рынка электроэнергии: усовершенствованы правила работы участников рынка, улучшено финансовое состояние государственных энергетических предприятий, потребители получили возможность покупать электроэнергию по конкурентной/справедливой цене.  Урегулирован кризис в секторе возобновляемой энергетики: подписан Меморандум о взаимопонимании с инвесторами, снижен «зеленый» тариф без его пролонгации, возобновлены платежи за произведенную из ВИЭ электроэнергию, усовершенствованы условия проведения «зеленых» аукционов для дальнейшего развития возобновляемой энергетики.  Усовершенствован порядок проведения конкурса на строительство высокоманевровой генерирующей мощности для обеспечения безопасности работы энергосистемы и будущей синхронизации ОЭС Украины в европейскую энергосистему ENTSO-E.  Приостановлены забастовки шахтеров, обеспечены сбыт отечественного угля, возвращены шахтеры к работе, погашена задолженность по заработной плате, разработана Концепция реформирования угольной отрасли.  Разработано ключевое законодательство для повышения уровня энергоэффективности экономики, создания инструментов декарбонизации. Разблокирована работа над проектами соглашений о распределении продукции по разведке и добыче нефти и газа на 8 участках, которые согласованы с инвесторами и утверждены распоряжениями КМУ.  Оживлена международная деятельность. В частности, в этом направлении подписано совместное заявление между Правительством Украины и Германии о создании энергетического партнерства по разным направлениям. Сотрудничество с Германией было направлено на поддержку технической синхронизации с европейскими энергосистемами ENTSO-E с последующей интеграцией украинского рынка электроэнергии в европейские. Также расширено сотрудничество с Финляндией; возобновлена работа Украино-Датского энергетического центра; активизировано двустороннее сотрудничество со странами ЕС, а также с Великобританией, США, Канадой, Кореей, Китаем. Введен фонд гарантирования ссуд UNIDO для реализации энергоэффективных мероприятий на украинских предприятиях.

## Награды
- Заслуженный энергетик Украины (22 декабря 2018) — за весомый личный вклад в развитие отечественного энергетического комплекса, многолетний добросовестный труд и высокий профессионализм[8].
- Отличник энергетики Украины[9].
- Награждена почётными Грамотами Кабинета министров Украины, Верховной рады Украины, Министерства топлива и энергетики Украины.

## Личная жизнь
Ольга Буславец замужем, имеет взрослого сына.

## Хобби
Велоспорт, путешествия.

## Публикации
1. Відмова від централізованого теплопостачання. Чи можна радикально вирішити проблему? Архивная копия от 9 февраля 2022 на Wayback Machine
2. Урановидобувна галузь: знищення чи розвток? Архивная копия от 9 февраля 2022 на Wayback Machine
3. В морозы Украина может столкнуться с дефицитом газа. Кого будут отключать? Архивная копия от 15 февраля 2022 на Wayback Machine

## Интервью
1. Ольга Буславец: «Нужно делать ставку на увеличение собственной добычи угля и газа». Архивная копия от 9 февраля 2022 на Wayback Machine
2. Місто можливостей. Історії успіху. Українське радіо. Архивная копия от 26 февраля 2022 на Wayback Machine
3. Ток-шоу Сьогодні / Підсумки візиту Ердогана в Києві. Відповідь Путіну від країн ЄС. Архивная копия от 15 февраля 2022 на Wayback Machine
4. МАРАФОН НАШ 09.02.22. Архивная копия от 12 февраля 2022 на Wayback Machine
5. Украинская энергетика 2021-2022: итоги и перспективы. Архивная копия от 12 февраля 2022 на Wayback Machine
6. Энергетический тупик Украины. Есть ли выход? Экс-министр энергетики Буславец. Архивная копия от 15 февраля 2022 на Wayback Machine
7. Ольга Буславец: "Синхронизация с ENTSO-E не решит проблемы дефицита маневренной мощности". Архивная копия от 18 февраля 2022 на Wayback Machine
8. Ольга Буславец о мифах, которые распространяют СМИ об украинской энергетике // СВОБОДА СЛОВА. Архивная копия от 12 февраля 2022 на Wayback Machine
9. Ольга Буславец о энергонезависимости и энергетической безопасности Украины // СВОБОДА СЛОВА. Архивная копия от 16 февраля 2022 на Wayback Machine
10. Ольга Буславец о кризисе на рынке энергетики. Архивная копия от 14 февраля 2022 на Wayback Machine
11. Я проходила детектор лжи на счет связи с Ахметовым и Коломойским. Архивная копия от 15 февраля 2022 на Wayback Machine